# پرویز نوری
پرویز نوری (متولد ۱۱ اردیبهشت ۱۳۱۷) کارگردان، نویسنده، منتقد و مترجم اهل ایران است.

## زندگی
وی فعالیت هنری اش ر از مطبوعات سینمایی با عنوان نویسنده و منتقد و مترجم از سال ۱۳۳۲ آغاز کرد. وی فیلمساز نیز هست. او کارگران فیلم‌هایی نظیر طلوع و انفجار در سال ۱۳۵۹، عیالور در سال ۱۳۵۲ و رشید در سال ۱۳۵۰ است. به‌طور فعلی او کارش را با نقد فیلم ادامه می‌دهد. وی اخیراً در هفته نامه شهروند امروز نقد می‌نویسد و همیشه عضو دائم منتقدان ماهنامه فیلم نیز است. پرویز نوری معمولاً دربارهٔ نقد فیلم‌ها بسیار سخت گیر است؛ مثلاً فیلم‌هایی نظیر ایندیانا جونز، سوئینی تاد، جایی برای پیرمردها نیست و وعده‌های شرقی را در هفته نامه شهروند امروز اهانت به چشم و گوش خوانده و معتقد است فیلم‌های امروزی بازی ویدئویی خشن هستند.
ماهنامه فیلم در شماره دوم خود راجع به وی می‌نویسد:
"پرویز نوری، سینما را با نوشتن دربارهٔ سینما آغاز کرد. او در اکثر نشریات سینمایی قلم زده، مدتی سردبیر چند تای آنها بوده و یکی دوبار هم دست به انتشار مجله سینمایی زده‌است. نوری، نخستین فیلمش سه تا جاهل را در سال ۱۳۵۰ ساخت که هجویه ای بر فیلمهای جاهلی، به ویژه قیصر بود.
پیش از آن، او فیلمنامه چند فیلم فارسی را هم نوشته بود. دومین فیلم او حکیم‌باشی (۱۳۵۱) در پی موفقیت سوژه‌هایی که نصرت کریمی و تیپ خاص او باب کرده بود، ساخته شد. فیلم سوم او عیالوار (۱۳۵۲) باز هم دارای چنین سوژه ای بود. در سال ۱۳۵۴ و ۵۵، نوری دو سریال برای تلویزیون به نامهای خانواده حاج لطف‌الله و "علاء الدین و چراغ جادو" ساخت که درحین ساختن آخری، براساس سناریویی دیگر اما با همین کادر و امکانات، فیلم دیگری هم با نامی دیگر ساخت اما به عنوان کارگردان، آن را امضاء نکرد."

## سینمایی

### کارگردانی
- طلوع انفجار (۱۳۵۹)
- زن و زمین/خوش غیرت (۱۳۵۷)
- ماجراهای علاءالدین و چراغ جادو (۱۳۵۷)
- عیالوار (۱۳۵۲)
- حکیم‌باشی (۱۳۵۱)
- رشید (۱۳۵۰)
- سه تا جاهل (۱۳۵۰)

### دستیاری کارگردان
- زمین تلخ (۱۳۴۱)

### نویسندگی
- ساده لوح (۱۳۷۰)
- زن و زمین/خوش غیرت (۱۳۵۷)
- عیالوار (۱۳۵۲)
- حکیم‌باشی (۱۳۵۱)
- رشید (۱۳۵۰)
- سه تا جاهل (۱۳۵۰)
- یک خوشگل و هزار مشکل (۱۳۵۰)
- یاقوت سه چشم (۱۳۴۹)
- سه فراری (۱۳۴۸)
- نعره گرگ‌ها (۱۳۴۸)
- قدرت عشق (۱۳۴۷)
- گردباد زندگی (۱۳۴۷)
- مرد و نامرد (۱۳۴۵)
- زمین تلخ (۱۳۴۱)

### بازنویسی فیلمنامه
- بازی تمام شد (۱۳۶۸)

### بازیگری
- تهران در جستجوی زیبایی (اپیزود اول، طهران، تهران) (۱۳۸۷)

## تلویزیونی
- هزار و یکشب (۱۳۵۳)
- خانواده حاج لطف‌الله (۱۳۵۶)
- ‌ تله فیلم «گمشده» (۱۳۵۶)[۳]
- گزارشگر ویژه (۱۳۷۱)